# Боттилья Савоулекс, Луиджи
Луиджи Боттилья Савоулекс (итал. Luigi Bottiglia Savoulx; 16 февраля 1752, Кавур, Сардинское королевство — 14 сентября 1836, Рим, Папская область) — итальянский куриальный кардинал, доктор обоих прав. Титулярный архиепископ Перге с 15 марта 1826 по 23 июня 1834. Префект Верховного трибунала апостольской сигнатуры милости с 27 ноября 1834 по 14 сентября 1836. Кардинал-священник с 23 июня 1834, с титулом церкви Сан-Сильвестро-ин-Капите с 1 августа 1834.